# 망원 렌즈

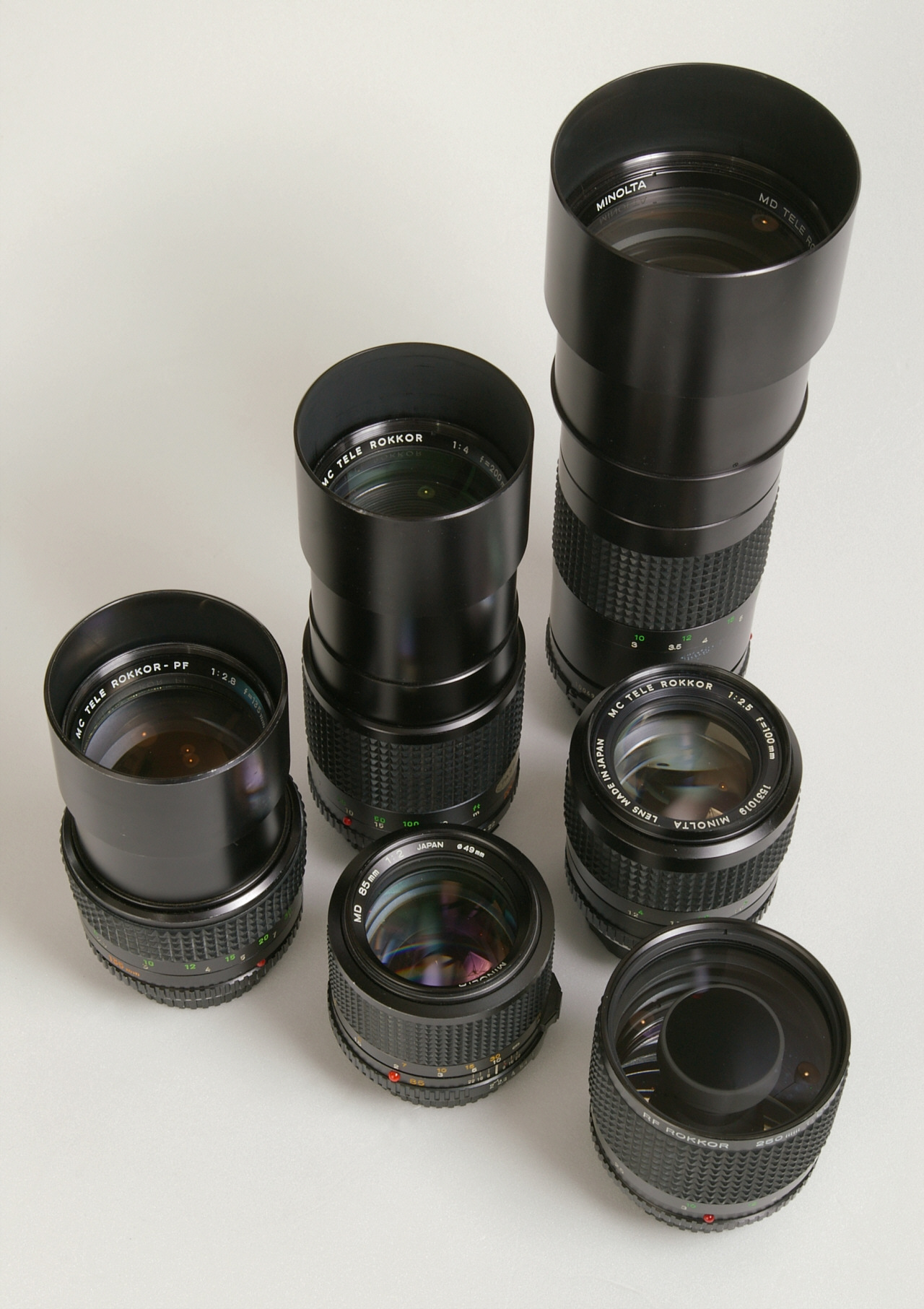
망원 렌즈의 모음

사진술과 시네마토그래피에서 망원 렌즈(telephoto lens) 또는 텔레렌즈는 사진술 및 시네마토그래피에 사용되는 특정 유형의 장초점 렌즈로, 렌즈의 물리적 길이가 초점거리보다 짧은 렌즈이다.:93 초점 거리보다 렌즈의 물리적 거리가 짧은 장초점 렌즈의 특수한 형태이다. 이러한 기능은 더 짧은 초점 거리의 장초점 렌즈를 만들기 위해 빛의 경로를 확장하는 텔레포토 그룹(telephoto group)으로 불리는 특별한 렌즈의 조합으로 실현된다. 화각과 다른 장초점 렌즈의 효과는 동일하게 특정된 초점 거리를 가진 렌즈가 모두 동일하다. 기술적으로는 잘못되었지만 장초점 렌즈는 종종 비공식적으로는 망원 렌즈라고 불리는데 망원 렌즈는 명확하게 텔레포토 그룹을 가진다.
망원 렌즈는 중간 망원 렌즈(medium telephoto)와 초망원 렌즈(super telephoto)의 하위 형식으로 나뉜다. 중간 망원 렌즈는 30°에서 10°의 시야(35mm 필름 포맷에서 67mm부터 206mm까지)를 포함하고, 초망원 렌즈는 8°에서 1° 이하의 시야(35mm 필름 포맷에서 300mm 이상)를 포함한다.

## 구성

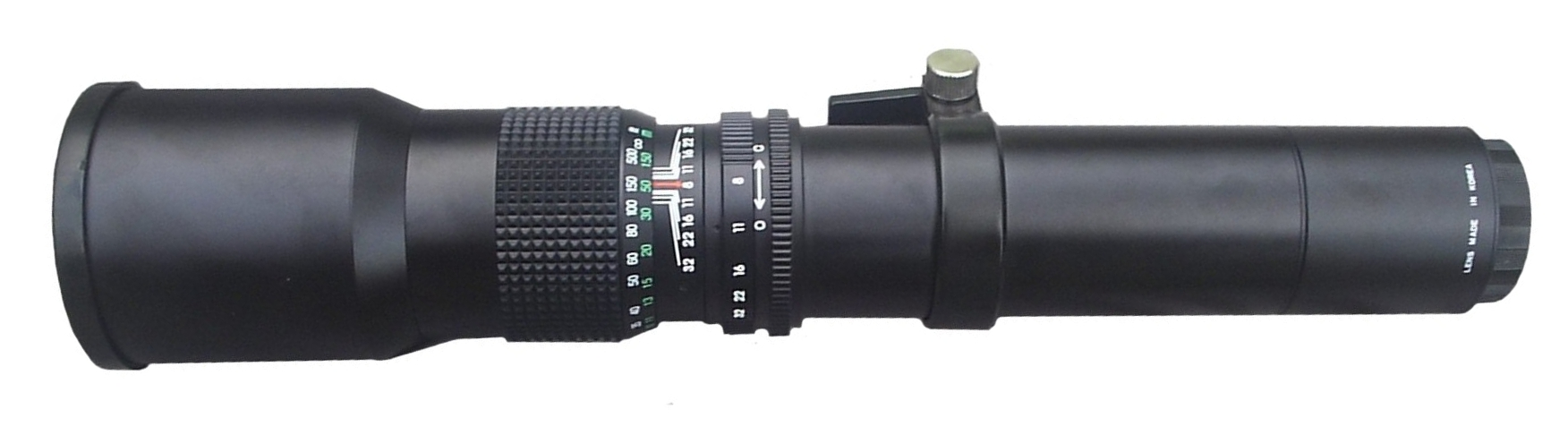
물리적 길이가 초점거리와 거의 같은 500 mm 비망원 장초점 렌즈.

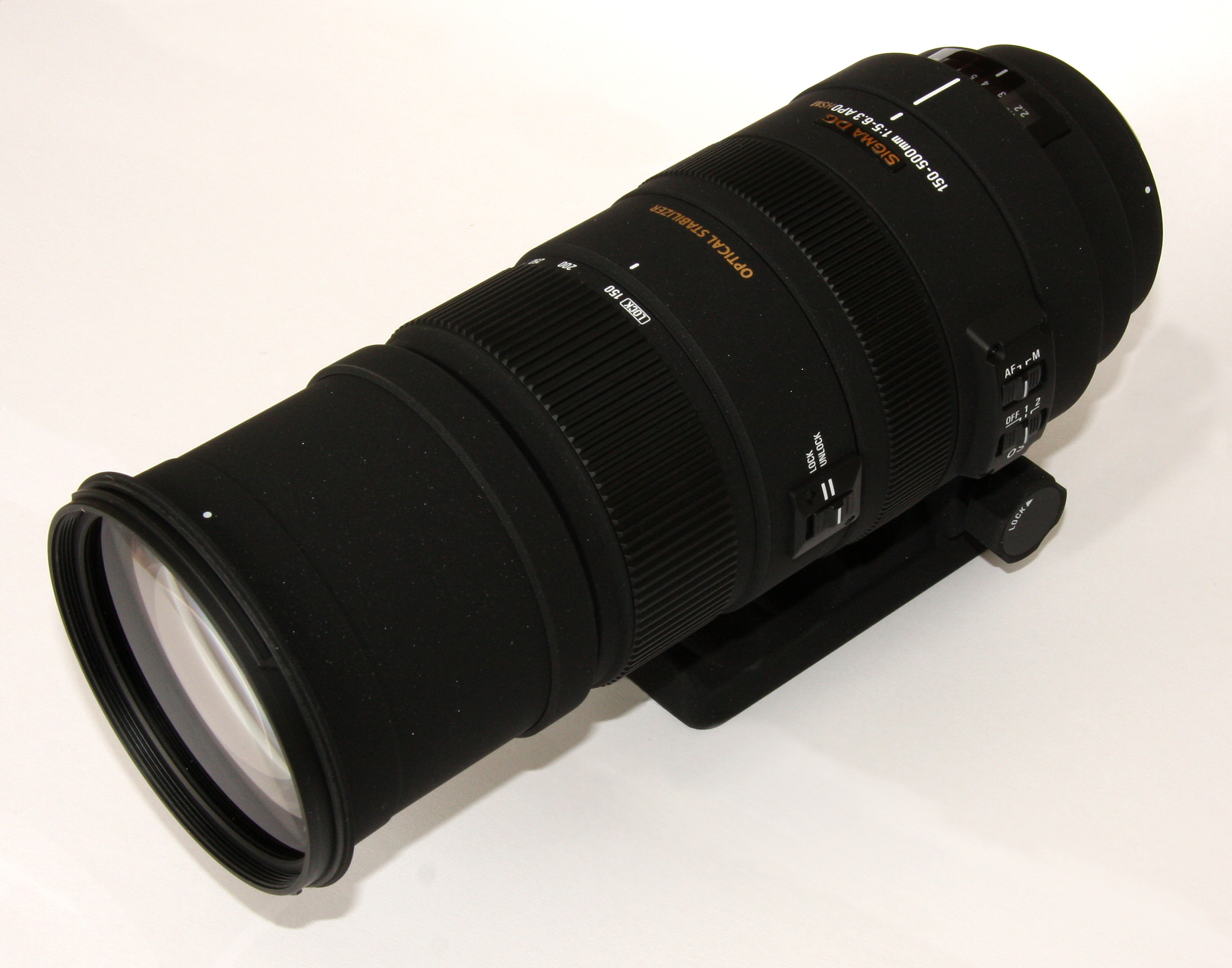
최대 초점거리보다 물리적으로 훨씬 짧은 150–500 mm 망원 줌 렌즈.

단순한 사진 렌즈는 주어진 초점 거리의 렌즈 요소 하나를 사용하여 구성할 수 있다. 무한대의 피사체에 초점을 맞추려면 이 단일 렌즈에서 카메라의 초점면(센서 또는 필름이 있는 곳)까지의 거리가 해당 렌즈의 초점 거리에 맞게 조정되어야 한다. 예를 들어, 초점 거리가 500 mm인 경우 렌즈와 초점면 사이의 거리는 500 mm이다. 초점 거리가 멀어질수록 이러한 단순한 렌즈의 물리적 길이가 더 커져 다루기 어렵게 된다. 실제로, 광학적 수차를 최소화하기 위해 단일 렌즈 요소 대신 이러한 단순 렌즈는 일반적으로 여러 요소를 사용하여 색지움 렌즈를 형성한다.
그러나 이러한 단순 렌즈는 초점 거리가 아무리 극단적이더라도 망원 렌즈가 아니며, 장초점 렌즈로 알려져 있다. 단순("비망원") 렌즈의 광학 중심이 구조 내부에 있는 반면, 망원 렌즈는 광학 중심을 구조물 앞으로 이동시킨다. 즉, 망원 렌즈는 400 mm의 초점 거리를 가질 수 있지만 실제 길이는 그보다 짧다. 장초점 렌즈의 길이는 초점 거리에 근사하지만, 망원 렌즈는 초점 거리보다 짧게 만들어진다. 망원 비율이라는 용어는 렌즈의 물리적 길이를 초점 거리로 나눈 값을 의미한다. 장초점 렌즈는 망원 비율이 약 1인 반면, 망원 렌즈는 1 미만이다. 예를 들어, 한 최신 렌즈(캐논 EF 400 mm f/4 DO IS)는 회절 광학을 포함하는 전면 (수렴) 렌즈 그룹 덕분에 0.58의 망원 비율을 달성한다.

큰 양의 렌즈와 작은 음의 망원 그룹이 결합되어 훨씬 더 긴 초점 거리 - f를 생성하는 일반적인 망원 렌즈 다이어그램.

가장 단순한 망원 렌즈는 두 가지 요소, 즉 수렴 요소(피사체 쪽)와 발산 요소(이미지 쪽)를 가지고 있다고 볼 수 있다. 실제로, 다양한 수차를 보정하기 위해 각 그룹에 하나 이상의 요소가 사용된다. 이 두 그룹의 조합은 동일한 이미지 크기를 생성하는 장초점 렌즈보다 물리적으로 짧은 렌즈 어셈블리를 생성한다.
그룹으로서 망원 렌즈의 전면(피사체 쪽) 요소는 전체적으로 양의 초점을 가지며, 전체 초점 길이는 렌즈의 유효 초점 길이보다 짧다. 이 그룹에서 수렴하는 광선은 후면(이미지 쪽) 렌즈 그룹에 의해 차단되는데, 때때로 "망원 그룹"이라고 불리는 이 그룹은 음의 초점을 갖는다. 이 두 번째 요소 그룹은 광선의 원뿔을 퍼뜨려 훨씬 더 큰 초점 거리의 렌즈에서 나온 것처럼 보이게 한다.

반사 굴절 미러 렌즈 다이어그램.

동일한 속성은 거울과 렌즈를 결합한 카메라 렌즈에서도 달성된다. 이러한 디자인은 반사-굴절, '리플렉스' 또는 '미러' 렌즈라고 불리며, 주 대물렌즈로 곡면 거울을 사용하고 거울 앞에 광학 수차를 보정하기 위한 일종의 음 렌즈를 사용한다. 또한 곡면 부경을 사용하여 음 렌즈 망원 그룹과 동일한 방식으로 광선을 확장하는 이미지를 전달한다. 거울은 또한 광 경로를 접는다. 이로 인해 전체 굴절 렌즈보다 훨씬 짧고 가볍고 저렴하지만, 부경의 중앙 방해물로 인해 발생하는 초점이 맞지 않는 하이라이트의 "도넛" 모양과 같은 일부 광학적 타협이 발생한다.
민간용으로 가장 무거운 비반사 굴절 망원 렌즈는 칼 자이스가 제작했으며, 초점 거리가 1700 mm이고 최대 조리개가 f/4로, 입사 동공은 425 mm (16.7 in)이다. 중형 핫셀블라드 203 FE 카메라와 함께 사용하도록 설계되었으며 무게는 256 kg (564 lb)이다.
망원 렌즈 디자인은 광각에도 사용되었다. 올림푸스 XA의 경우 망원 배열을 통해 35 mm 초점 거리가 매우 작은 카메라 본체에 맞을 수 있었다.

### 레트로포커스 렌즈

광각 렌즈를 통과하는 빛의 경로를 보여주는 다이어그램으로 초점 거리가 렌즈보다 짧을 수 있음을 보여준다.

망원 구성을 역전시켜, 양의 렌즈 그룹 앞에 하나 이상의 음의 렌즈 그룹을 사용하면 후방 초점 거리가 증가된 광각 렌즈가 생성된다. 이러한 렌즈를 레트로포커스 렌즈 또는 역망원 렌즈라고 부르는데, 이는 기존의 광각 렌즈 광학 설계보다 후방 요소에서 필름 면까지 더 큰 여유 공간을 가진다. 이를 통해 단일 렌즈 반사 카메라의 미러 부분과 같은 다른 광학 또는 기계 부품에 더 큰 여유 공간을 허용한다.
줌 렌즈는 줌 범위의 한쪽 극단에서는 망원이고 다른 쪽 극단에서는 레트로포커스인 경우가 현재 흔하다.

## 명명법
망원 렌즈는 35 mm 필름 형식 기준으로 단초점 또는 인물사진용 (85–135 mm), 중초점 (135–300 mm), 초망원 (300 mm 이상)의 세 가지 하위 유형으로 나뉜다.
| 화각 (대각선)센서 크기 (형식) | 34–18°              | 18–8°     | 8–1°       |
| 명명법:                       | 단초점 / 인물사진용 | 중초점    | 초망원     |
| 1"                            | 25.5–49.5           | 49.5–110  | 110–734.5  |
| 4/3                           | 35–65               | 65–150    | 150–1000   |
| APS-C                         | 45–90               | 90–195    | 195–1310   |
| 35 mm                         | 70–135              | 135–300   | 300–2000   |
| 6×6 (120 필름)                | 130–250             | 250–550   | 550–3660   |
| 4×5 (대형 카메라)             | 550–1000            | 1000–2250 | 2250–15000 |

## 역사

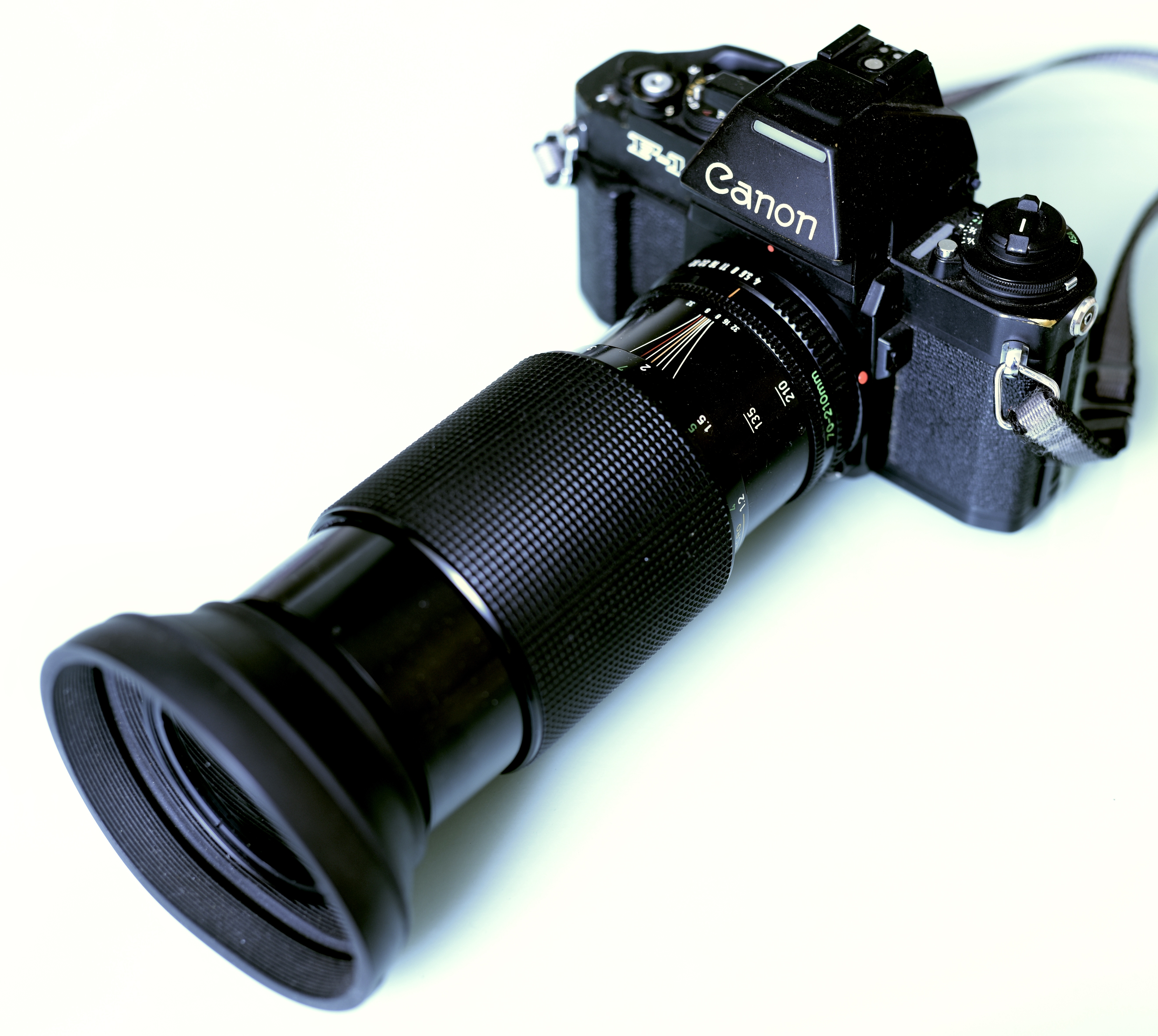
망원 줌 렌즈(초점 거리 70-210mm)가 장착된 캐논 뉴 F-1 (1981년), 35mm 카메라.

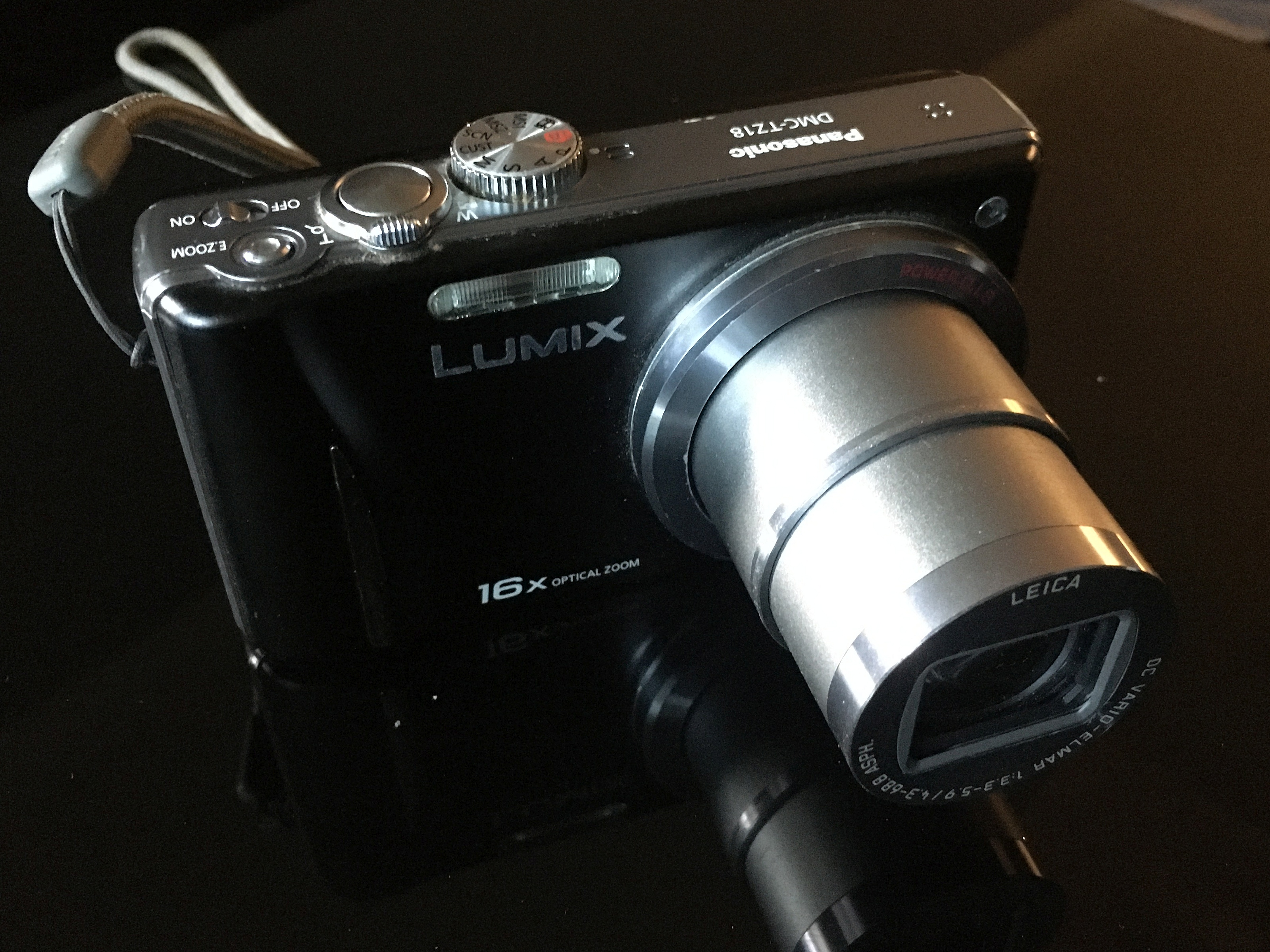
일부 컴팩트 디지털 카메라는 파나소닉 루믹스 DMC-TZ18 (2010년)처럼 다양한 초점 거리를 가진 슈퍼줌 렌즈를 가지고 있다. 렌즈는 전원이 꺼진 상태에서는 카메라 내부에 완전히 수납되며, 최대 초점 거리(표시)는 384mm (35mm 필름 환산치)이고, 최소 초점 거리는 24mm이며, 줌 배율은 16배이다.

망원 렌즈의 개념은 반사 형태로 요하네스 케플러가 1611년 자신의 책 《디오프트리케》에서 처음 기술했으며, 피터 발로우가 1834년에 재발명했다.
사진의 역사는 일반적으로 토마스 루돌푸스 달마이어가 1891년에 사진용 망원 렌즈를 발명했다고 인정하지만, 거의 같은 시기에 다른 사람들에 의해 독립적으로 발명되기도 했다. 일부는 그의 아버지 존 헨리 달마이어가 1860년에 발명했다고 주장한다.
1883년 또는 1884년, 뉴질랜드 사진작가 알렉산더 맥케이는 짧은 초점 거리의 망원경 대물렌즈와 오페라 글라스의 음 렌즈 및 기타 광학 부품을 결합하여 훨씬 더 다루기 쉬운 장초점 렌즈를 만들 수 있다는 것을 발견했다. 그의 사진 중 일부는 웰링턴의 턴불 도서관에 보관되어 있으며, 이 중 두 장은 1886년 5월에 촬영된 것으로 명확하게 날짜가 확인된다. 맥케이의 사진 중 하나는 웰링턴 항구에 정박한 약 2.5킬로미터 떨어진 전함을 보여주며, 그 장비 라인과 포문이 선명하게 보인다. 같은 지점에서 촬영된 다른 사진은 카메라에서 약 100미터 떨어진 지역 호텔인 셰퍼드 암스(Shepherds Arms)를 찍은 것이다. 배의 돛대는 배경에 보인다. 맥케이의 다른 사진 업적으로는 사진 현미경과 화석 촬영을 위한 '무림자 기술'이 있다.
맥케이는 1890년에 웰링턴 철학회(뉴질랜드 왕립학회의 전신)에 자신의 작업을 발표했다.
1970년대 중반부터 일본 제조업체들은 광학 시스템 전체를 한 단위로 움직이는 대신 작은(발산) 후방 그룹을 움직여 초점을 맞추는 망원 렌즈를 도입했으며, 일부 경우에는 발산 그룹 뒤에 두 번째 수렴 그룹이 추가되었다. 이는 내부 초점, 차등 초점 또는 후방 초점으로 마케팅되었으며, 이 개념은 줌 렌즈 디자인에서 파생되었다.:150

## 같이 보기
- 표준 렌즈
- 광각 렌즈
- 몰래촬영
- 줌렌즈